# Sandra Ferguson
Sandra Ferguson (Pittsburgh, 23 marzo 1967) è un'attrice statunitense.

## Biografia
Attrice televisiva, prese il nome d'arte di Sandra Reinhardt nel periodo in cui era sposata col primo marito, John Reinhardt: dopo il divorzio lavorò col nome di Sandra Ferguson e quindi, dopo il matrimonio con lo stuntman Allen Robinson, è accreditata come Sandra Dee Robinson.
Nel 1997 sostituì per un breve lasso di tempo l'attrice Katherine Kelly Lang (che in quel periodo era incinta) nel ruolo di Brooke Logan nella soap Beautiful.
È principalmente nota per il ruolo di Sandy Carruthers nell'ultima stagione di Renegade dopo l'uscita di scena di Kathleen Kinmont.

## Filmografia parziale

### Televisione
- Destini (Another World) - soap opera, 361 episodi (1987-1999)
- Renegade - serie TV, 13 episodi (1994-1997)
- Beautiful - soap opera, 15 episodi (1997)
- CSI: Miami - serie TV, episodio 4x04 (2005)
- Criminal Minds - serie TV, episodio 3x06 (2007)
- Il tempo della nostra vita (Days of our Lives) - soap opera, 16 episodi (2008-2009)
- Due uomini e mezzo (Two and a Half Men) - serie TV, episodio 5x11 (2008)
- Zoey 101 - serie TV, episodio 3x23 (2008)
- The Bay - serie TV, 13 episodi (2010-2014)

## Doppiatrici italiane
Nelle versioni in italiano delle opere in cui ha recitato, Sandra Ferguson è stata doppiata da:
- Alessandra Korompay in Destini
- Antonella Rinaldi in Renegade
- Franca D'Amato in Criminal Minds